# Frederik Julius Haxthausen (officer)
Frederik Julius (von) Haxthausen af Tienhausen (f. 18 jun. 1772 - d. 4 nov. 1834) var en dansk generalkrigskommissær, officer, ordensskatmester, generalmajor og kammerherre.

## Biografi
Frederik Julius Haxthausen, blev født d. 18. juni 1772, som søn af kammerherre og oberst af kavaleriet Arnold Frederik Ludvig Haxthausen (f. 1738 d. 1813) og Vibeke f. Adeler (f. 1742 d. 1786).
Haxthausen fik i sit 15. år udnævnelse som sekondløjtnant i artillerikorpset og gennemgik derefter artillerikadetinstituttet, hvor han gjorde sig ualmindelig afholdt blandt Lærere som kammerater ved sin Flid, Elskværdighed og smukke Optræden.
I 1791 avancerede han til premierløjtnant, og i 1800 til kapitajn i artillerikorpset, men i 1805 udtrådte han af den aktive hær, tilsyneladende under påvirkning af sin farbroder Frederik Gottschalck Haxthausen, som var chef for feltkommissariatet, hvem han alt 1803 under troppesamlingen ved rensborg havde gået til hånde som "Adjunkt", og blev ansat som Sø- og Landkrigskommissær i 1. jyske distrikt.
Han vedblev i denne Stilling at fungere som adjunkt hos onklen under troppekoncentrationen i Holsten 1805-7, indtil han i slutningen af sidstnævnte år, da størstedelen af hæren droges over til Sjælland, blev selvstændig chef for den del af feltkommissariatet, der forblev i Holsten.
I 1808 udnævntes han til Generalkrigskommissær, og der blev tillige givet ham sæde i Generalkommissariatskollegiet, hvortil han nu for resten af sit liv blev knyttet, og hvor han efterhånden rykkede op fra yngst til 2. militær deputeret, fra 1814 med obersts, fra 1831 med generalmajors titel.
I 1812 udnævntes han til Kammerherre, 1828 til kommandør af Danebrog og s. A. til de kgl. ordners viceceremonimester, 1833 til ordensskatmester. Han var tillige direktør for den kongelige militære Manege.

## Ægteskab og børn
Haxthausen blev 8. August 1800 gift med Anna Beate, Baronesse Holck (f. 4. Sept. 1773 d. 16. Marts 1842), datter af Christian Frederik Baron Holck til Holckenhavn. Børn:
- Christian Holger Ludvig Haxthausen, (f. 18 Sept. 1801 - d. 2 Nov. 1860), kammerherre og herredsfoged

## Død
Haxthausen døde pludselig uden forudgående sygdom i København 4. Nov. 1834, og efterladende sig et smukt eftermæle som en sjælden elskværdig, brav og rettænkende personlighed.